# 1858年大西洋飓风季
1858年大西洋飓风季是有正式纪录以来，第二个所有热带气旋都达到飓风强度的大西洋飓风季。截至2016年，这种情况一共只发生过三次，另外两次分别是1852和1884年大西洋飓风季。本季首场风暴于6月12日在加勒比海西北部上空出现，最后一个气旋则在10月26日后失去踪影，都在大西洋盆地每年绝大多数热带天气活动的时间范围内。此外，本季曾有三个热带气旋同时存在。由于缺乏数据，有两场飓风的完整路径和强弱变化已经无从考证，只能确认风暴曾在某位置经过。气象机构在当时的实际操作中还认定9月17至18日间东大西洋上空有另一个热带气旋存在，但美国国家飓风中心的大西洋飓风正式数据库没有收录。不过，考虑到当时缺乏包括气象卫星在内的现代观测手段，基本上只有那些在海上遇到船只或是吹袭有人类居住陆地的风暴才有文献记载，所以实际形成的热带气旋可能更多。气象学家克里斯托弗·朗诗（Christopher W. Landsea）估计，1851至1885年间实际形成的风暴数量可能比数据库中要多零到六场。全季确认存在的六个北大西洋热带气旋中有五个是由气象学家何塞·费尔南德斯-帕塔加斯和亨利·迪亚兹在1995年出版的文献中首度记载。
6月12日，第一个天气系统在加勒比海西部出现，但其移动路线和强弱变化无从考证，只知气旋曾在某位置经过。8月5日，北大西洋上空存在的一个热带气旋同样只确知曾在某点经过，其他信息已不可考。9月14日，墨西哥湾东南部上空出现第三场风暴，气旋数小时后就吹袭佛罗里达州，对农作物造成重大破坏。海上多艘船只遭遇恶劣海况，陆地也受到狂风影响，并以缅因州灾情严重，风暴最终在9月17日消散。当天中大西洋上空又发展出另一个热带气旋，导致“幻影号”三桅帆船沉没，所幸无人丧生。下一场飓风于9月22日在巴哈马上空成型，但气旋虽然靠近陆地，产生的破坏却很小。10月21日，本季第六个也是最后一个天气系统在巴哈马上空出现。风暴存在后期在拿骚和百慕大沿海地区引发洪灾，最终于10月26日逐渐消散。
这年飓风季低迷的活跃程度还经累积气旋能量指数反映出来，数值仅有45。大致来说，气旋能量指数通过飓风强度和持续时间计算，强度越高、持续时间越长的风暴，其指数也相应越高。只有在热带天气系统风速达到或超过每小时63公里（34节）或热带风暴强度时才会计算该指数，并纳入全面的气象公告，并且亚热带气旋的指数不会计入累积数值。

## 风暴

### 第一号飓风
6月12日，“··桑普森号”（L. H. Sampson）三桅帆船在加勒比海西北部遭遇飓风，因此受到一定程度破坏。船上测得每小时130公里风速，所以这场风暴在现代萨菲尔-辛普森飓风等级下属一级飓风标准。除此以外，气旋的强烈变化和完整移动路线均不可考。

### 第二号飓风
根据“庇护号”（Shelter）和“··格陵兰号”（A.Z.Greenland）船只的报告，亚速尔群岛科尔武岛西北偏西方向约940公里洋面于8月5日出现一级飓风。“治安法官号”（Magistrate）船只也在海上遇到这场风暴，之后船员弃船逃生。

### 第三号飓风
9月13至15日间，“卡瓦罗号”（Cavallo）三桅帆船在墨西哥湾东部遇到恶劣天气，据信9月14日有热带风暴发展形成。气旋朝东北移动，于协调世界时下午15点以风力时速110公里强度从今佛罗里达州帕尔梅托附近登陆。风暴经过该州期间造成严重破坏，许多船只停在佛罗里达州的河流港口及乔治亚州康登县的圣玛丽斯（St. Marys）躲避。9月15日清晨从佛罗里达州奥克希尔附近进入大西洋后，气旋经过数小时的增强达到飓风标准，并在不久后增强成二级飓风，达到持续风速每小时165公里的最高强度。9月16日，风暴从北卡罗莱纳州近海掠过，在中大西洋地区东侧洋面弱化成一级飓风。
9月16日下午17点，气旋以风力时速130公里强度从纽约州苏福克县东汉普顿（East Hampton）附近登陆。约一小时后，风暴又以风力时速120公里强度吹袭康涅狄格州格罗顿以西不远处。9月17日清晨，飓风减弱成热带风暴，并于数小时后在圣罗伦斯湾上空消散。气象学家大卫·M·卢德伦（David M. Ludlum）第一个在文献中提及这场飓风，称气旋为“1858年新英格兰热带风暴”，但是，萨格港和普罗维登斯所测气压值，班戈、南塔克特和马萨诸塞州所测风速，以及多份船只报告都表明气旋达到飓风强度。缅因州受到狂风袭击，班戈的风力在“多年来属最强之列”，该州东南部各地有许多树木和烟囱被风刮倒，贝尔法斯特的航运受到轻微影响。

### 第四号飓风
9月17日，“幻影号”（Phantom）三桅帆船在中大西洋发现飓风，该船于当天沉没，幸而船员全部生还。幸存者称风暴为“完美飓风”（perfect hurricane），虽在9月17日午夜短暂减弱，但风向转变后力度更胜之前。9月22日至23日晚，风暴继续向西北移动，先后遇到“哈德森号”（Hudson）、“华盛顿市号”（City of Washington）及“拉纳克号”（Lanark）船只。9月24日清晨，气旋减弱成热带风暴，最终于当天在纽芬兰岛开普雷斯（Cape Race）以东约980公里海域消散。气象学家何塞·费尔南德斯-帕塔加斯（Jose Fernandez-Partagas）和亨利·迪亚兹（Henry Diaz）在1995年出版的文献中指出，这场风暴有可能是两个相互独立的天气系统，但又称仍有部分信息表明这是单场风暴。

### 第五号飓风
“·钱德勒号”（Wh H. Chandler）三桅帆船的观测报告表明，9月22日巴哈马阿克林岛附近有热带风暴发展形成。风暴在北上期间增强，于次日中午12点达到一级飓风强度。9月23日晚，“哈卡威号”（Harkaway）在百慕大附近发现“强烈飓风”，但由于风暴距该岛尚远，气象学家认为这份报告可信度存疑。飓风继续向北移动，于9月25日同“普里西拉号”（Priscilla）船只在弗吉尼亚州以东约320公里洋面遭遇，之后便不知所踪。

### 第六号飓风
10月21日，“海云雀号”三桅帆船在巴哈马的伊纳瓜（Inagua）北侧近海发现本季第六个、也是最后一个热带气旋。巴哈马部分岛屿受到风暴潮冲击，拿骚有多艘船只搁浅，部分城区被淹，沿海多幢建筑受损。风暴朝东北移动，于10月22日增强成飓风。约24小时后，气旋又增强成二级飓风，再于10月23日晚从百慕大西侧近海掠过。该岛附近海况恶劣，岛上风力达到烈风强度，致使多艘船只受损。达到风力时速165公里的最高强度后，飓风开始减弱，强度于10月25日回落到一级飓风标准。次日清晨，气旋弱化成热带风暴，并于数小时后在加拿大塞布尔岛东南偏东方向约315公里洋面消散。